# Sphecodes manchurianus
Sphecodes manchurianus là một loài Hymenoptera trong họ Halictidae. Loài này được Strand & Yasumatsu mô tả khoa học năm 1938.